# La Fête de Neptune (film)
Pour plus de détails, voir Fiche technique et Distribution.
La Fête de Neptune (Праздник Нептуна, Prazdnik Neptouna) est un film soviétique réalisé par Youri Mamine, sorti en 1986. 

## Fiche technique
- Titre original : Праздник Нептуна
- Titre français : La Fête de Neptune, Fête de Neptune[1]
- Réalisation : Youri Mamine
- Scénario : Vladimir Vardounas
- Photographie : Anatoli Lapchov
- Musique : Victor Kissine
- Pays d'origine : URSS
- Format : Couleurs - 35 mm - Mono
- Genre : comédie
- Durée : 57 minutes
- Date de sortie : 1986

## Distribution
- Viktor Mikhaïlov : Vassili Khokhlov
- Violetta Joukhimovitch : Klavdia Vassilievna
- Robert Kourliandtchik : Doubinkine
- Yakov Stepanov : Michka
- Viktor Tsepaïev : Gavrilov
- Anatoli Bystrov : Vassili
- Ivan Krivoroutchko : Polichtchouk